# The Fifth Element (videogioco)
The Fifth Element è un videogioco d'azione sviluppato da Kalisto Entertainment e ispirato al film Il quinto elemento, pubblicato per PlayStation il 23 settembre 1998 dalla Hudson in Giappone, il 30 settembre dalla Activision in America del Nord e a ottobre in Europa.

## Modalità di gioco
In The Fifth Element, il giocatore controlla i personaggi di Leeloo e Korben Dallas, nel film interpretati rispettivamente da Milla Jovovich e Bruce Willis. L'obiettivo del gioco, riprendendo il MacGuffin filmico, consiste nel radunare quattro pietre elementari (fuoco, terra, acqua e aria), così da poterle riunire al quinto elemento (Leeloo stessa) e così sconfiggere il Male. Come nella saga di Tomb Raider, il motore grafico è in 3D e la visuale in terza persona. L'azione di gioco si snoda attraverso 5 ambientazioni diverse (Space Shuttle, la New York del 2213, Floston Paradise, l'antico Egitto)  e i 15 livelli da completare premiano il giocatore con spezzoni tratti dal film in formato Full Motion Video.

## Sviluppo
Luc Besson ha collaborato attivamente con il team di sviluppo francese. Per assicurarsi che il gioco non snaturasse la sua visione, il regista ha avuto modo di leggere la sceneggiatura del gioco. In cambio Kalisto ha potuto accedere a materiali riservati (sceneggiatura originale, bozzetti preliminari), assistere a proiezioni d'anteprima e visitare la Digital Domain, azienda responsabile per gli effetti speciali del film.
La versione PC del gioco si basa sul motore grafico 3D originariamente creato dal Kalisto per Nightmare Creatures.
La colonna sonora del gioco comprende la musica composta per il film da Éric Serra, opportunamente remixata.